# Чемпионство мира в тяжёлом весе (WWE, 2002—2013)
Чемпионство мира в тяжёлом весе (англ. World Heavyweight Championship) — это упразднённый титул чемпиона мира в тяжёлом весе, созданный и продвигавшийся американским рестлинг-промоушном WWE.
Титул был учреждён в 2002 году на бренде Raw и являлся одним из двух главных чемпионств в компании с 2002 по 2006 годы, позже с 2010 по 2013 годы, а также, один из трёх с 2006 по 2010 в период, когда к титулам чемпиона WWE и чемпиона мира в тяжёлом весе добавился третий, возрождённый мировой титул чемпиона ECW. В 2013 году на TLC: Tables, Ladders & Chairs (2013), чемпионат был упразднён и объединён с чемпионатом WWE.
Чемпионат был создан для бренда Raw в 2002 году, после того как WWE разделили свой ростер на Raw и SmackDown. Титул несколько раз переходил между брендами, в основном после драфта, либо если чемпионство выигрывал рестлер с другого бренда. 29 августа 2011 года, завершилось первое разделение на бренды и титул стал защищаться на обоих шоу. Трипл Эйч стал первым чемпионом мира в тяжёлом весе, получив титул от генерального менеджера WWE Raw Эрика Бишоффа, так как был первым претендентом на чемпионство WWE до разделения. Рэнди Ортон стал последним чемпионом победив Джона Сину на TLC: Tables, Ladders & Chairs (2013) после чего объединил чемпионство с чемпионством WWE.
Титул был одним из шести, представленных историческим дизайном большого золотого пояса, впервые появившимся в 1986 году в National Wrestling Alliance заменив дизайн своего титула чемпиона мира NWA в тяжелом весе.
В апреле 2023 года был представлен новый титул чемпиона мира в тяжёлом весе, дизайн пояса которого схож с «Большим золотым поясом». Новый титул не имеет той же истории, что оригинальное чемпионство мира в тяжёлом весе в WWE. Этот новый титул, который был представлен, завоевал Сет «Фрикин» Роллинс на шоу Night of Champions.

## История создания

### Происхождение
Чемпионат мира в тяжёлом весе был создан WWE в 2002 году Эриком Бишоффом, который наградил первым чемпионством Трипл Эйча 2 сентября. История главных мировых чемпионатов по рестлингу уходит корнями к первому титул чемпиона мира по рестлингу в тяжёлом весе, а чемпионаты использовавшие один из вариантов большого золотого пояса к National Wrestling Alliance в котором были представлены множество мировых чемпионатов различных регионов, объединённых под эгидой NWA.
В конце 1980-х годов World Championship Wrestling (WCW) была членом NWA, которая была сформирована в результате покупки компании Jim Crockett Promotions (JCP), которая в свою очередь поглотила многих других членов NWA. Turner Broadcasting System стала транслировать телепрограммы WCW на телеканале TNT, единственные шоу которые стали транслировать по телевидению после программ WWF. В течение этого времени WCW использовала чемпионат мира NWA в тяжёлом весе в качестве своего главного чемпионата мира. Чемпионат мира WCW в тяжёлом весе был учрежден 11 января 1991 года, когда действующий чемпион мира NWA в тяжелом весе Рик Флэр был признан первым чемпионом мира WCW в тяжёлом весе. В 1993 году World Championship Wrestling отделилась от National Wrestling Alliance и стала единственным серьёзным конкурентом для World Wrestling Federation, которая сама ранее была бывшим членом NWA. Оба промоушна получили широкую известность и в конечном итоге были вовлечены в телевизионную рейтинговую войну, получившую название Во́йны ночью понедельника. Ближе к концу рейтинговой войны у WCW начался финансовый спад, а в зрительской гонке они стали постоянно проигрывать конкуренту. В конечном итоге история WCW завершилась, когда в марте 2001 года WWF выкупила активы WCW.
В результате покупки WCW WWF приобрели все активы конкурента включая видеотеку, все существовавшие в промоушне чемпионаты и действующие контракты рестлеров. Множество бывших рестлеров WCW, присоединившихся к ростеру WWF и начали вторжение (противостояние основного ростера WWF со сформировавшимся альянсом WCW и ECW), которое в конечном итоге привело к ликвидации WCW. После этого на PPV Vengeance (2001) чемпионат мира WCW в тяжёлом весе был упразднён и объединён с чемпионатом WWE. Крис Джерико стал последним чемпионом мира WCW в тяжёлом весе.
Титул чемпиона мира в тяжёлом весе был одним из главных титулов WWF став прообразом ранее существовавшего в WCW, а после и в WWE упразднённого титула чемпиона мира WCW в тяжёлом весе который после выкупа WCW защищался в WWE. Чемпионат мира в тяжёлом весе не являлся продолжением чемпионата мира WCW в тяжёлом весе, а стал его преемником, оба чемпионата имеют свою отдельную друг от друга историю.

## История титула

### История чемпионата на брендах
Ниже в таблице приведен список дат, показывающих переходы чемпионата между брендами Raw и SmackDown.
| Дата перехода        | Бренд     | Примечания |
| -------------------- | --------- | --- |
| 2 сентября 2002 года | Raw       | Действующий Неоспоримый чемпион WWE Брок Леснар перешёл на SmackDown, что сделало титул эксклюзивным для синего бренда. Генерального менеджера Raw Эрик Бишоф создал новый титул чемпиона мира в тяжёлом весе и наградил им Трипл Эйча.                                                            |
| 30 июня 2005 года    | SmackDown | Титул стал эксклюзивным для бренда SmackDown 30 июня 2005 года, после того как действующий чемпион Батиста перешёл на SmackDown в результате Драфта WWE 2005 года. |
| 30 июня 2008 года    | Raw       | Титул стал эксклюзивным для бренда Raw 30 июня 2008 года, после того как представитель ростера Raw Си Эм Панк реализовал свой контракт Money in the Bank и стал чемпионом. |
| 15 февраля 2009 года | SmackDown | Титул стал эксклюзивным для бренда SmackDown 15 февраля 2009 года, после того как представитель ростера SmackDown Эдж победил в матче Elimination Chamber Криса Джерико, Рея Мистерио, Майка Нокса и Кейна, став новым чемпионом.                                                                  |
| 5 апреля 2009 года   | Raw       | Титул стал эксклюзивным для бренда Raw 5 апреля 2009 года, после того как представитель ростера Raw Джон Сина победил в матче «Тройная угроза» Эдж и Биг Шоу, став новым чемпионом. |
| 26 апреля 2009 года  | SmackDown | Титул стал эксклюзивным для бренда SmackDown 26 апреля 2009 года, после того как представитель ростера SmackDown Эдж победил Джона Сину, в матче «последний стоящий на ногах», став новым чемпионом.                                                                                               |
| 29 августа 2011 года | N/A       | Конец первого разделения на бренды. Титул защищается как на Raw, так и на SmackDown, бренд ECW был закрыт в 2010 году. 15 декабря 2013 года чемпионство мира в тяжёлом весе было упразднено и объединено с Чемпионством WWE. Новый чемпионат стал носить название Чемпион мира WWE в тяжёлом весе. |

## Статистика
| Рекорд                              | Обладатель                                            | Значение | Примечания |
| ----------------------------------- | ----------------------------------------------------- | -------- | --- |
| Самое большее количество чемпионств | Эдж                                                   | 7 раз    | Последнее чемпионство выиграл 15 февраля 2011 года на SmackDown (эпизод показан 18 февраля 2011) |
| Самое долгое чемпионство            | Батиста                                               | 282 дня  | Второй рекорд принадлежит Трипл Эйчу 280, третий — Шеймусу 210 дней |
| Самое короткое чемпионство          | - Джефф Харди - Дольф Зигглер - Биг Шоу - Рэнди Ортон | <1 дня   | - Выиграл титул у Эджа на Extreme Rules (2009), но тут же проиграл его Си Эм Панку, который реализовал свой контракт Money in the Bank. - Викки Герреро вручила вакантный титул Дольфу Зигглеру, как бывшему первому претенденту. В следующем матче назначенном Тедди Лонгом проиграл его Эджу. - Выиграл титул у Марка Генри на TLC (2011). После матча Марка Генри оглушил его стулом. Дэниел Брайан выбежал, реализовав свой контракт Money in the Bank - После выигрыша титула, Рэнди Ортон объединил титул со своим титулом чемпиона WWE |
| Самый старый чемпион                | Гробовщик                                             | 44 года  | Выиграл чемпионство 4 октября 2009 года на PPV Hell in a Cell (2009) в матче «Ад в клетке». |
| Самый молодой чемпион               | Рэнди Ортон                                           | 24 года  | Выиграл чемпионство 15 августа 2004 года на PPV SummerSlam (2004). |
| Самый тяжёлый чемпион               | Биг Шоу                                               | 200 кг   | Победил Марка Генри в матче со стульями на PPV TLC: Tables, Ladders & Chairs (2011). |
| Самый лёгкий чемпион                | Рей Мистерио                                          | 79 кг    | Последнее чемпионство выиграл 20 июня 2010 года на PPV Fatal 4-Way в «фатальном четырёхстороннем поединке». |

### Комментарии
1. ↑  После выигрыша, титул был объединён с титулом чемпиона WWE